# Casa del Jardinero Mayor
La antigua casa del Jardinero Mayor en un pequeño edificio del distrito Centro de la ciudad de Málaga (España). Se encuentra situada en el Parque de Málaga, entre el Palacio de la Aduana y la antigua Casa de Correos y Telégrafos, delante de la Alcazaba.
Fue construida en 1912 y diseñada por el arquitecto Manuel Rivera Vera. Como su nombre indica, estaba destinada a ser la residencia del jardinero mayor del Parque, lo que indica el aprecio que la sociedad de ese tiempo tenía por los principales jardines de la ciudad. Durante muchos años albergó una oficina de información turística. Desde enero de 2010 es la sede de la Fundación Málaga Ciudad Cultural, responsable de la candidatura de Málaga a Capital Europea de la Cultura 2016.